# Мондрагон, Мануэль
Мануэль Мондрагон (исп. Manuel Mondragón; 1859, Икстлауака — 1922, Сан-Себастьян) — мексиканский военный деятель, генерал артиллерии, организатор переворота, сместившего президента Франсиско Мадеро.

## История
Мануэль Мондрагон является создателем первой в мире самозарядной винтовки, в других источниках указано что Мексика первая решила принять автоматические винтовки и предприняла перевооружение своей армии в 1911 году.
Дочь — Кармен Мондрагон — мексиканская поэтесса, художница и натурщица.